# Mutterkornpilze
Mutterkornpilze (Claviceps) sind eine Pilzgattung aus der Familie der Clavicipitaceae.

## Merkmale
Mutterkornpilze sind Parasiten des Fruchtknotens der Süßgrasartigen.

## Verbreitung
Die meisten Mutterkornpilze parasitieren nur eine Gattung. Viele Mutterkornpilze leben in tropischem Klima und haben als Wirt eine Panicoideae (eine Unterfamilie der Süßgräser). Claviceps purpurea ist eine Ausnahme, er benötigt eine kalte Umgebung und hat viele Wirte, meist Pooideae (eine andere Unterfamilie der Süßgräser).

## Wirkungen
Der Pilz produziert in der Natur in den Sklerotien Alkaloide (Mutterkornalkaloide). Im Fermenter werden Claviceps purpurea, Claviceps fusiformis oder Claviceps paspali verwendet, um Mutterkornalkaloide herzustellen.
Vergiftungen mit Mutterkornalkaloiden werden oft als Ergotismus bezeichnet.

## Lebenszyklus

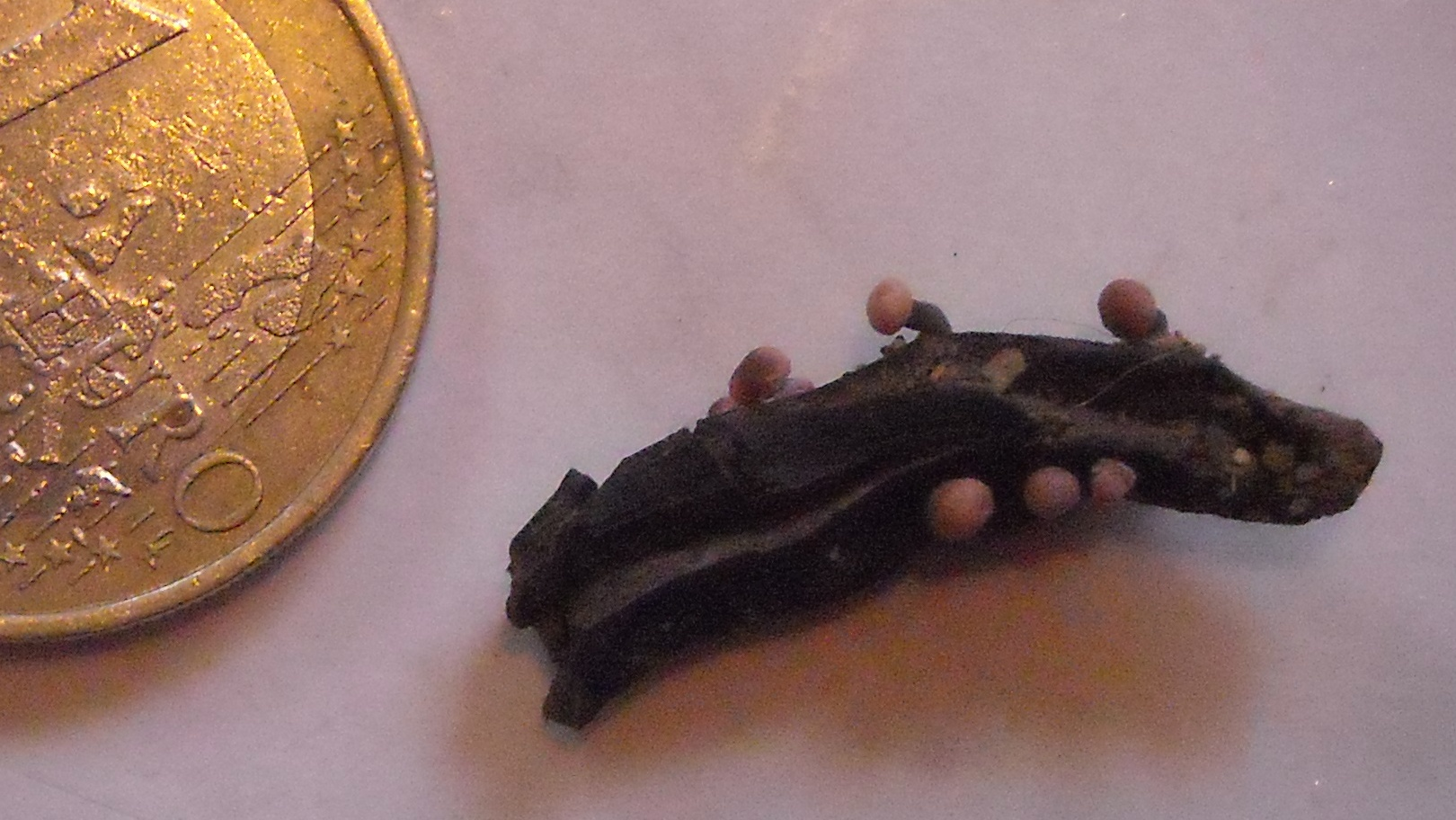
Keimende Stromata von Claviceps purpurea

Der Pilz nimmt nacheinanderfolgend die Formen Claviceps, Sphacelia und Sclerotium an. Sklerotium ist die Resistenzform zwischen zwei Wirten.
Aus einem Sklerotium wachsen gestielte Stromata hervor. In den Stromata findet die sexuelle Reproduktion statt. Perithecien werden gebildet. Die Ascosporen sind fadenförmig. Sie werden mit dem Wind verbreitet. Auf den Narben unbefruchteter Blüten dringen die Keimhyphen in die Fruchtknoten ein (Primärinfektion).
Das sich entwickelnde Myzel löst das Gewebe auf (verhindert so die Samenentwicklung im Ährchen) und bildet zuerst Konidien aus (Sphacelia-Form), wobei ein zuckerhaltiger Saft ausgeschieden wird: „Honigtau“ (Nebenfruchtform); oft erscheinen auch sekundär Konidien (z. B. bei Claviceps africana, Claviceps fusiformis, Claviceps cynodontis). Konidien werden vom Wind, von Regen und Insekten verbreitet und befallen andere, offen blühende Ähren.

## Systematik
Innerhalb der Gattung Claviceps kann zwischen ungefähr 40 Arten unterschieden werden.
Arten (Auswahl)
- Claviceps africana
- Claviceps bothriochloae
- Claviceps cinerea
- Claviceps citrina
- Claviceps cynodontis
- Claviceps cyperi
- Claviceps diadema
- Claviceps digitariae
- Claviceps flavella
- Claviceps fusiformis
- Claviceps gigantea
- Claviceps grohii
- Claviceps hirtella
- Claviceps litoralis
- Claviceps maximensis
- Claviceps microspora
- Claviceps nigricans
- Claviceps orthocladae
- Claviceps paspali
- Claviceps phalaridis

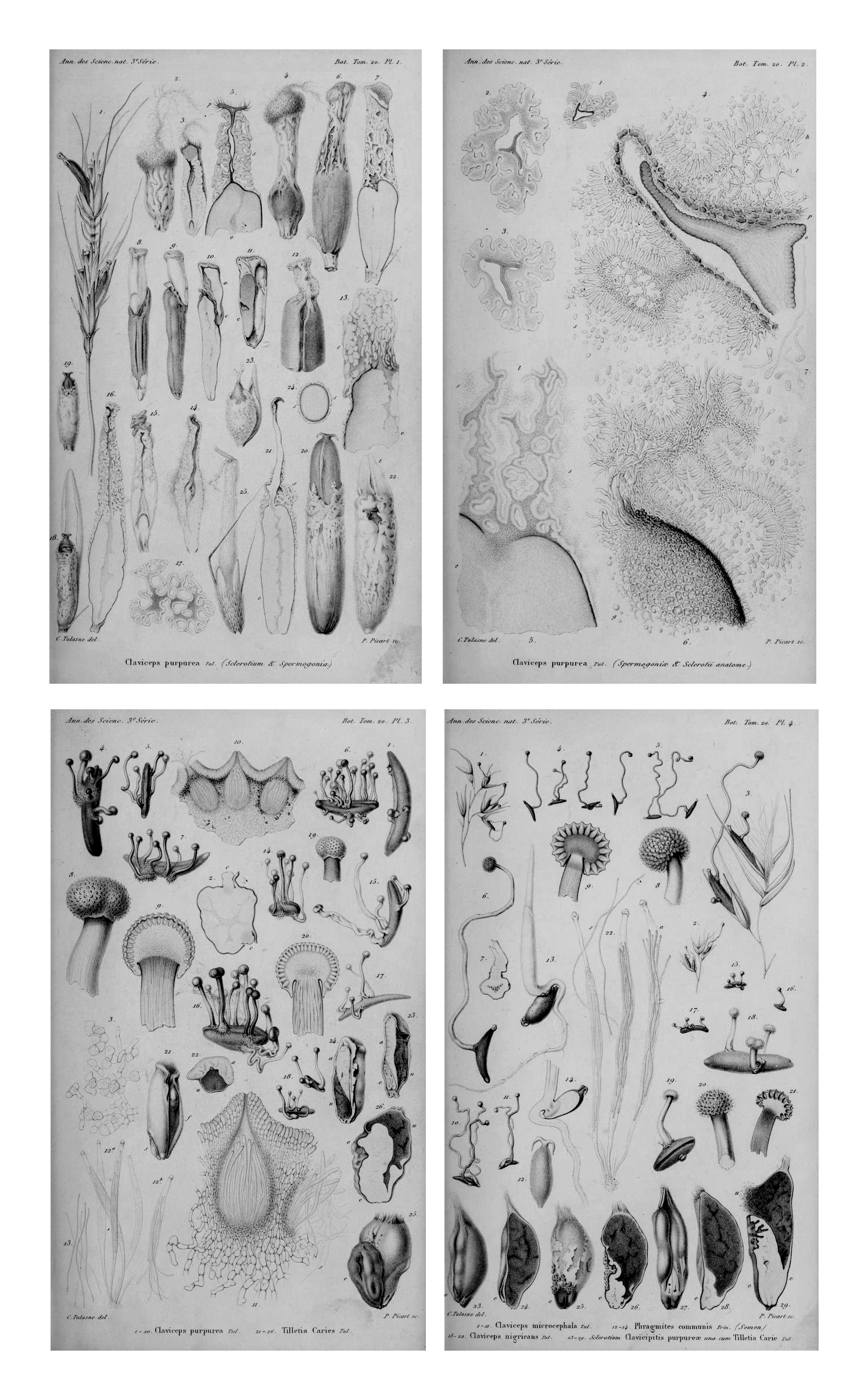
Abbildungen zu: L.-R. Tulasne: Mémoire sur l’ergot des glumacés. 1853

- Claviceps purpurea – Purpurbrauner Mutterkornpilz
- Claviceps pusilla
- Claviceps queenslandica
- Claviceps ranunculoides
- Claviceps sorghi
- Claviceps sulcata
- Claviceps tripsaci
- Claviceps uleana
- Claviceps vilior
- Claviceps virids
- Claviceps yanagawaensis
- Claviceps zizaniae